# ادموند کونن
ادموند کونن (به آلمانی: Edmund Conen) بازیکن فوتبال و مهاجم اهل آلمان بودکه از سال ۱۹۳۴ میلادی عضو تیم ملی فوتبال آلمان بوده‌است. وی در ۲۸ بازی ملی حضور داشته است و آخرین بازی ملی خود را در سال ۱۹۴۲ میلادی انجام داد. ادموند کونن در بازی‌های ملی‌اش ۲۷ گل به ثمر رساند.